# NGC 6085
NGC 6085 est une vaste et lointaine galaxie spirale située dans la constellation de la Couronne boréale. Sa vitesse par rapport au fond diffus cosmologique est de 10 283 ± 5 km/s, ce qui correspond à une distance de Hubble de 151,7 ± 10,6 Mpc (∼495 millions d'al). NGC 6085 a été découverte par l'astronome allemand Albert Marth en 1864.

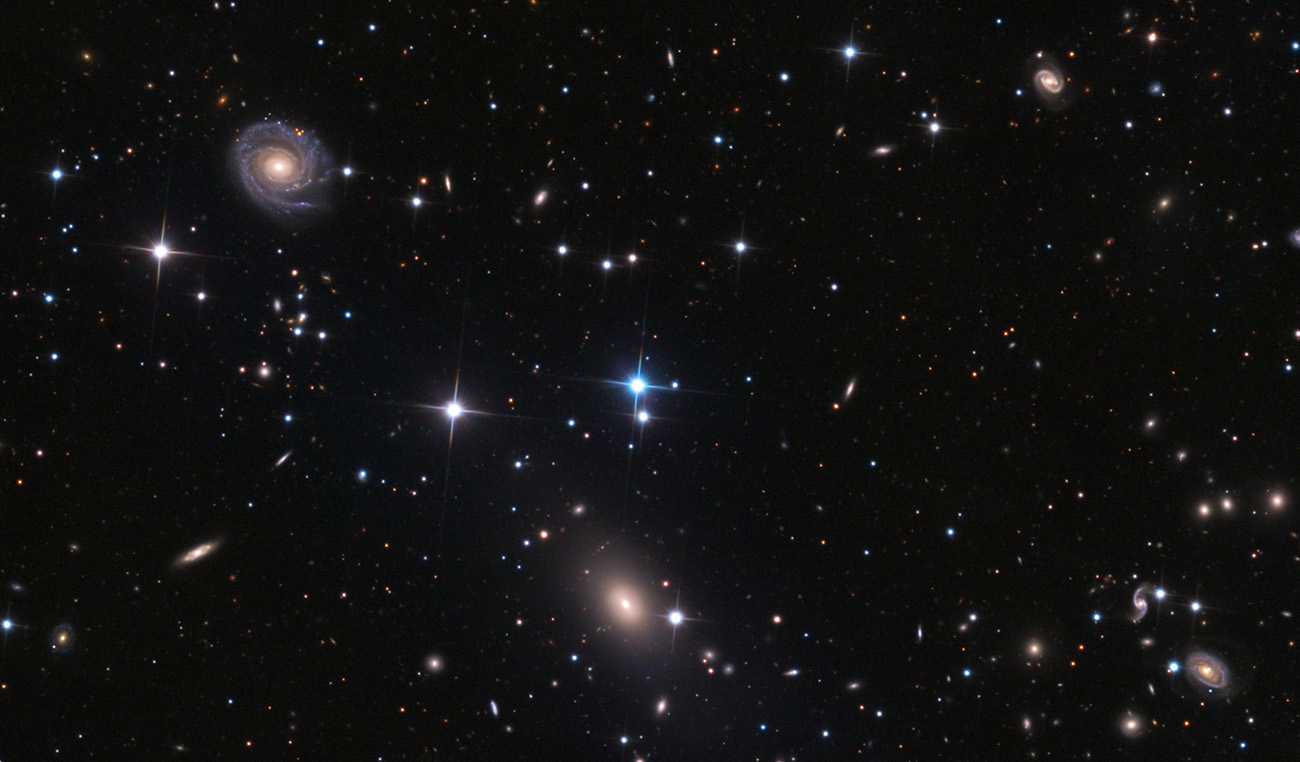
NGC 6085 et NGC 6086 par Adam Block (Observatoire du mont Lemmon/Université de l'Arizona).

La classe de luminosité de NGC 6085 est I et elle présente une large raie HI. Selon la base de données Simbad, NGC 6085 est une galaxie LINER, c'est-à-dire une galaxie dont le noyau présente un spectre d'émission caractérisé par de larges raies d'atomes faiblement ionisés.
À ce jour, trois mesures non basées sur le décalage vers le rouge (redshift) donnent une distance de 138,500 ± 3,606 Mpc (∼452 millions d'al), ce qui est tout juste à l'intérieur des valeurs de la distance de Hubble. Notons cependant que c'est avec la valeur moyenne des mesures indépendantes, lorsqu'elles existent, que la base de données NASA/IPAC calcule le diamètre d'une galaxie et qu'en conséquence le diamètre de NGC 6085 pourrait être d'environ 75,3 kpc (∼246 000 al) si on utilisait la distance de Hubble pour le calculer.